# Zurbarán (Badajoz)
Zurbarán es una entidad local menor del municipio español de Villanueva de la Serena, perteneciente a la provincia de Badajoz (comunidad autónoma de Extremadura).

## Situación
Se sitúa al norte de la N-430, próximo a Valdivia y El Torviscal. Pertenece a la comarca de Vegas Altas y al Partido judicial de Villanueva de la Serena.

## Patrimonio
Iglesia parroquial católica bajo la advocación de La Sagrada Familia, en la Archidiócesis de Mérida-Badajoz, Diócesis de Plasencia, Arciprestazgo de Navalvillar de Pela.